# Tarsem Singh

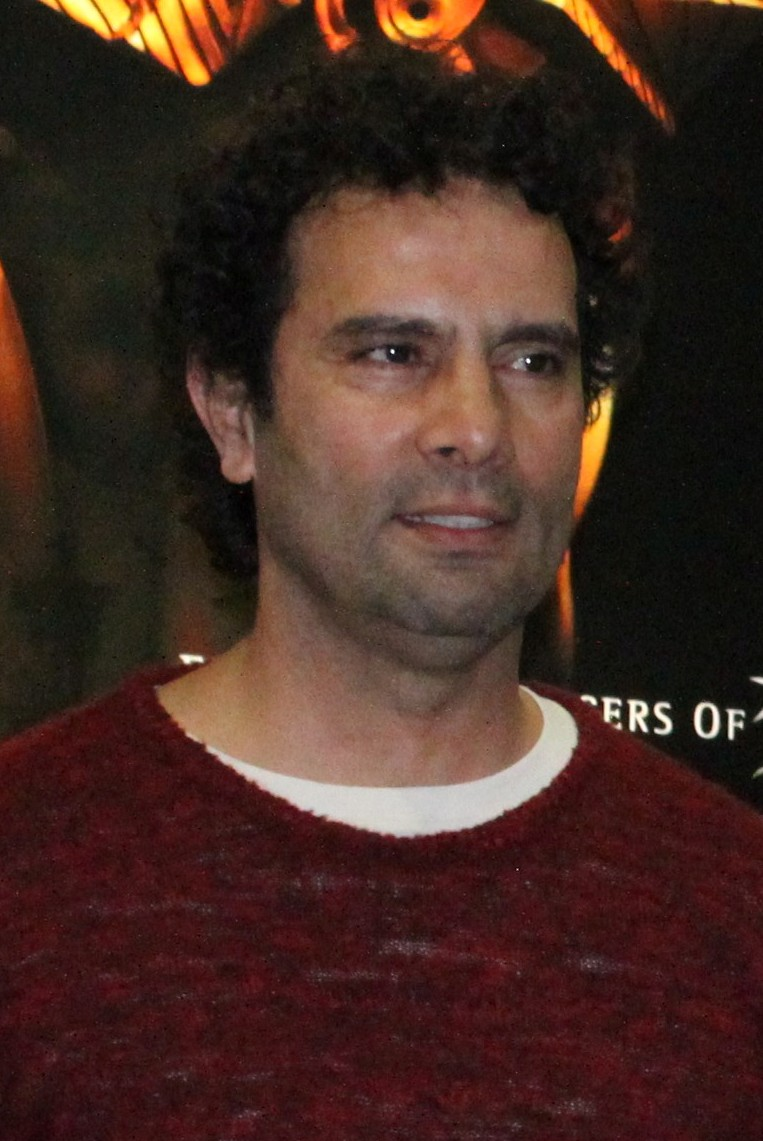
Tarsem Singh (2011)

Tarsem Dhandwar Singh genannt Tarsem (* 26. Mai 1961 in Jalandhar, Indien) ist ein indischer Film- und Videoregisseur.

## Leben
Tarsem Singh studierte am Art Center College of Design in Pasadena und begann seine Filmkarriere als Regisseur und Designer von Videoclips. Er arbeitete mit Künstlern wie Jennifer Lopez und R.E.M. zusammen. Für den Clip zu R.E.M.s Welthit Losing My Religion erhielt er 1991 den MTV Video Music Award.
Einer von Tarsems bekanntesten Werbespots ist der 2003 entstandene Gladiatoren-Spot für Pepsi mit Britney Spears, Pink, Beyoncé und Enrique Iglesias. 2007 drehte er für Mercedes-Benz den Werbespot mit Fernando Alonso und Lewis Hamilton, 2010 (ebenfalls für Mercedes) einen Werbespot mit Michael Schumacher, Mika Häkkinen und Franz Beckenbauer.
Sein Regiedebüt als Filmregisseur gab er 2000 mit dem Science-Fiction-Thriller The Cell. 2006 stellte er seinen zweiten Film The Fall beim Toronto International Film Festival vor. Sein dritter Spielfilm kam im November 2011 unter dem Titel Immortals in die Kinos. Es folgte die Komödie Spieglein Spieglein – Die wirklich wahre Geschichte von Schneewittchen (2012) nach dem Märchen der Brüder Grimm mit Julia Roberts in der Rolle der bösen Stiefmutter. 2015 wurde Selfless – Der Fremde in mir veröffentlicht.

## Filmografie
- 2000: The Cell
- 2006: The Fall
- 2011: Krieg der Götter (Immortals)
- 2012: Spieglein Spieglein – Die wirklich wahre Geschichte von Schneewittchen (Mirror Mirror)
- 2015: Selfless – Der Fremde in mir (Self/less)